# Top model per caso
Top Model per caso (Head Over Heels)  è un film commedia romantica del 2001 diretto da Mark Waters, con Monica Potter.

## Trama
Amanda Pierce è una restauratrice specializzata in quadri. Un giorno, rientrando a casa prima del previsto, scopre il suo fidanzato a letto con una modella. Decide allora di trasferirsi e, leggendo un annuncio, prende in affitto una stanza in un appartamento occupato da quattro modelle squinternate. Ben presto fra le cinque si instaura un rapporto di amicizia che coinvolge le ragazze quando Amanda perde la testa per un vicino, Jim Winston, con una vita misteriosa. Fra incomprensioni e situazioni divertenti, anche Amanda si lascia coinvolgere per breve tempo dal mondo della moda. Un giorno crede di assistere a un omicidio e comincia a sospettare che il colpevole sia l'uomo che ama.